# Ботаническое ресурсоведение
Ботани́ческое ресурсове́дение, или экономи́ческая бота́ника, — раздел ботаники; наука, изучающая возможности и пути хозяйственного использования растений, распространение и состояние ресурсов важнейших лекарственных и пищевых растений, а также другие аспекты использования растений человеком. Одной из современных задач ботанического ресурсоведения является создание системы информационного обеспечения по биоресурсам, включающей систему мониторинга.
Название науки «Ботаническое ресурсоведение» предложено Ал. А. Фёдоровым (1966). По определению Ал. А. Фёдорова, ботаническое ресурсоведение — наука о растительных ресурсах.
Научные истоки современного ботанического ресурсоведения: лесная таксация с её методами учёта древесины в лесах, математической оценкой продукции леса на основе закономерностей роста деревьев и размещения их в пределах типов леса; луговедение с его количественными методами изучения продуктивности сенокосов и пастбищ; геоботаника; геоботаническая картография.